# Turrillas
Turrillas és una localitat de la província d'Almeria. L'any 2005 tenia 241 habitants. La seva extensió superficial és de 39 km² i té una densitat de 6,2 hab/km². Les seves coordenades geogràfiques són 37° 02′ N, 2° 16′ O. Està situada a una altitud de 847 metres i a 47 quilòmetres de la capital de la província, Almeria.

## Demografia
| 1996 | 1998 | 1999 | 2000 | 2001 | 2002 | 2003 | 2004 | 2005 |
| ---- | ---- | ---- | ---- | ---- | ---- | ---- | ---- | ---- |
| 289  | 242  | 247  | 250  | 249  | 242  | 235  | 240  | 241  |